# The Marvelous Toy and Other Gallimaufry
The Marvelous Toy and Other Gallimaufry är ett studioalbum för barn av den amerikanske trubaduren Tom Paxton, utgivet 1984. Det är en amerikansk nyutgåva av albumet Children's Song Book, som givits ut i Storbritannien tio år tidigare.

## Låtlista
Samtliga låtar skrivna av Tom Paxton
1. "Englebert the Elephant"
2. "Jennifer's Rabbit"
3. "Fred"
4. "The Marvelous Toy"
5. "Come and Play Catch With Me"
6. "The Subway Song"
7. "Hush You Bye Go to Sleep"
8. "Goin' to the Zoo"
9. "Katy"
10. "Little Brand New Baby"
11. "The Thought Stayed Free"
12. "My Dog's Bigger Than Your Dog"
13. "Let's Pretend"
14. "Gray Mares"